# Olena Teliha
Olena Ivanivna Teliha (in ucraino Олена Іванівна Теліга?) (Il'ïns'ke, 21 luglio 1906 – Kiev, 21 febbraio 1942) è stata una poetessa e attivista ucraina dell'Organizzazione dei Nazionalisti Ucraini (OUN).

## Biografia
Olena Teliha nacque con il nome Elena Ivanovna Šovgeneva (in russo Елена Ивановна Шовгенева?) nel villaggio di Il'ïns'ke, nei pressi di Mosca in Russia dove i suoi genitori solevano trascorrere le vacanze. Vi sono diversi villaggi con quel nome nei dintorni e non è noto quale esattamente fosse il luogo di nascita di Olena. Il padre era ingegnere civile mentre la madre proveniva da una famiglia di religiosi ortodossi russi.
Nel 1918 la famiglia si trasferì a Kiev dove il padre divenne ministro della neocostituita Repubblica Popolare Ucraina. A Kiev vissero per tutto il periodo della guerra di indipendenza ucraina, quando i bolscevichi presero il potere il padre si trasferì in Cecoslovacchia seguito nel 1923 dal resto della famiglia. Negli anni della Repubblica Popolare Ucraina Olena sviluppò un forte interesse per la lingua e la letteratura ucraina. A Praga frequentò l'istituto pedagogico ucraino dove studiò storia e filologia. Incontrò un gruppo di giovani poeti ucraini e iniziò a comporre poesie.
Dopo il matrimonio si trasferì a Varsavia dove visse fino allo scoppio della seconda guerra mondiale. Nel 1939, come molti altri giovani ucraini che frequentava, entrò nell'Organizzazione dei nazionalisti ucraini, diventò un'attivista in ambito culturale e educativo. Nel 1941, Olena e il marito Mychajlo Teliha tornarono a Kiev.
Nell'autunno del 1941, Teliha faceva parte del comitato editoriale di Ukrains'ke Slovo ("Mondo Ucraino"), un giornale collaborazionista controllato dalle autorità tedesche e ferocemente antisemita. Nel 1942, i tedeschi giustiziarono alcune decine di nazionalisti radicali ucraini dell'OUN. Tra questi vi fu Teliha e venne uccisa in un luogo sconosciuto.

## Ideologia

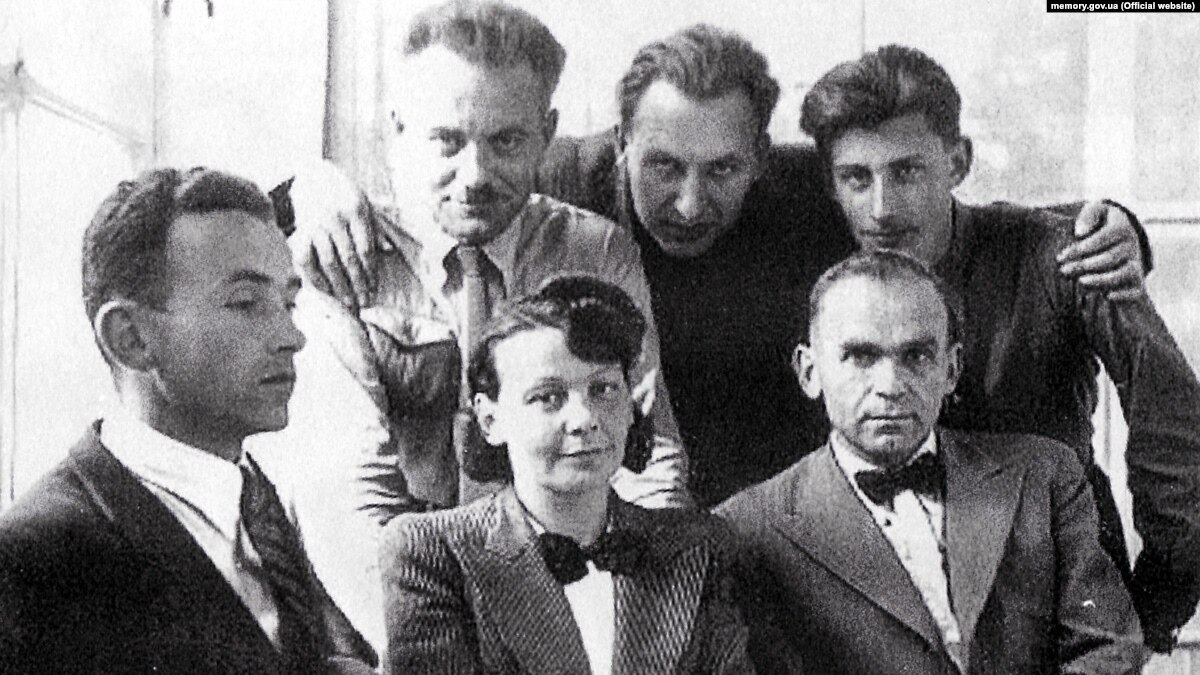
Olena Teliha insieme a Ulas Samčuk a Leopoli come parte del gruppo di spedizione dell'OUN-M a Kiev nel 1941.

Gli storici Efraim Zuroff e Per Anders Rudling riportano che Teliha era un'entusiasta ammiratrice di Adolf Hitler e Benito Mussolini ed era favorevole all'istaurazione di un governo totalitario in Ucraina.
Lo storico Myroslav Shkandrij riporta che nel 1936 Teliha seguì la linea del nazionalista ucraino Dmytro Dontsov sul sostegno a Hitler, commentando l'assassinio di Ernst Röhm da parte del Führer durante la cosiddetta "Notte dei lunghi coltelli" del 1934: "Cosa c'è di strano in questo? Dopotutto, anche Cristo ha dovuto prendere a frustate la sua 'propria' razza per cacciare i suoi 'fratelli di sangue' dal tempio". Parlando di Machiavelli, Mussolini e Hitler, ha proseguito Teliha, "non furono sempre misericordiosi e teneri nel rieducare i loro ‘fratelli di sangue’".

## Commemorazione

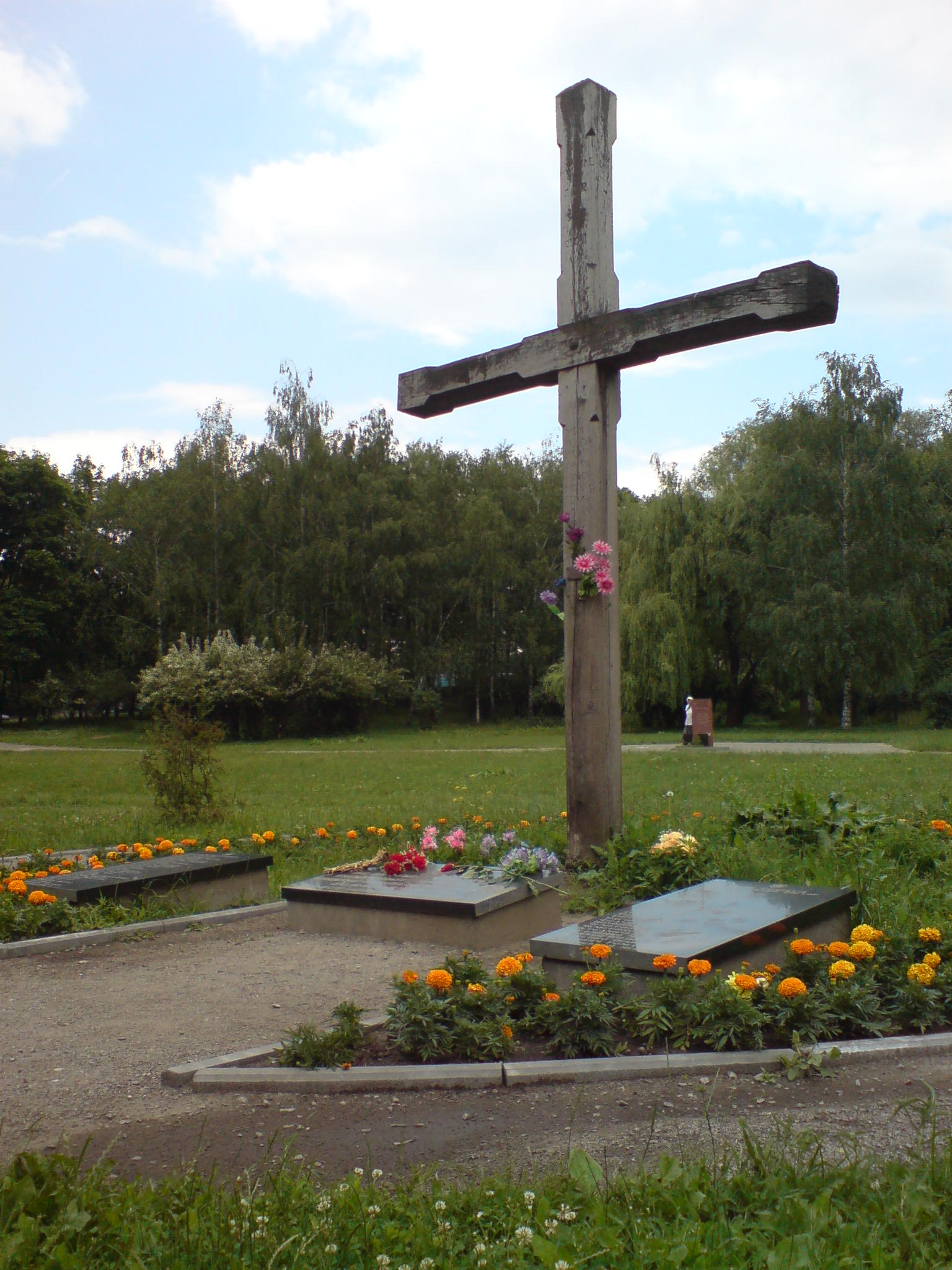
Babij Jar: la croce di legno eretta in memoria di Olena Teliha e ad altri nazionalisti ucraini uccisi nel 1942

Il 19 luglio 2007 la Banca nazionale ucraina emise una moneta commemorativa dedicata a Olena Teliha.
Nel 2017 le autorità ucraine hanno eretto una statua in onore di Teliha nel luogo in cui vennero massacrati nel 1941, un anno prima dell'uccisione di Teliha, 33mila ebrei di Kiev, un evento che verrà ricordato come "massacro di Babij Jar". Il Ministro degli Esteri ucraino Borys Zakharchuk ha dichiarato che Teliha e i redattori di "Mondo Ucraino" furono uccisi perché avevano contribuito a salvare alcuni ebrei. Lo storico Per Anders Rudling evidenzia però che lo stesso giornale pubblicò materiale fortemente antisemita durante il pogrom del settembre-ottobre 1941 a Kiev. Rudling ha anche affermato che non ci sono prove che Teliha sia stata fucilata a Babij Jar e che la storia è emersa solo negli anni '70.
Sempre nel 2017 l'ambasciata statunitense a Kiev ha celebrato l'eredità di Teliha definendola come una delle "donne che ispirano l'Ucraina". Eduard Dolinsky, direttore del Comitato ebraico ucraino, ha criticato questa dichiarazione sostenendo che il giornale per cui lavorava l'attivista invitava al massacro degli ebrei e supportava la Germania nazista.